# De Hamster in je Brein
De Hamster in je Brein is boek over een methode voor duurzaam gewichtsverlies. De methode is gebaseerd op inzichten uit de neurowetenschappen en richt zich op de rol van verschillende hersengebieden bij het reguleren van eetgedrag en gewicht.

## Achtergrond
De methode achter De Hamster in je Brein is ontwikkeld door dr. Maarten Biezeveld en dr. Felix Kreier. Kreier is kinderarts en onderzoeker op het gebied van obesitas, neurowetenschappen en innovatie aan het OLVG in Amsterdam. Het boek en de bijbehorende methode bieden een wetenschappelijk onderbouwd alternatief voor crashdiëten en kortetermijnoplossingen voor gewichtsverlies.

## Inhoud en methode
Het boek De Hamster in je Brein richt zich op de werking van vier belangrijke hersengebieden die betrokken zijn bij eetgedrag:
- De hypothalamus (de hamster): een primitief deel van de hersenen dat de energiebalans bewaakt en gewichtsverlies als een bedreiging ziet.
- De prefrontale cortex (de beslisser): het deel van de hersenen dat rationele beslissingen neemt en lange-termijnplannen maakt.
- Het limbisch systeem (de lobbyist): het hersengebied dat verantwoordelijk is voor emoties en beloningen, en zowel ondersteunend als belemmerend kan werken bij gewichtsverlies.
- De externe cortex (de beïnvloeders): de invloed van de sociale omgeving, apps en externe motivatoren op eetgedrag.

De methode moedigt een aanpak aan die de hersengebieden in balans brengt door bewustwording, langzame en duurzame gedragsverandering, en digitale ondersteuning. De kernboodschap is dat snel gewichtsverlies vaak leidt tot een tegenreactie van de hypothalamus, waardoor het jojo-effect ontstaat. Langzaam en stabiel afvallen voorkomt deze reactie en vergroot de kans op blijvend succes.

## Publicatiegeschiedenis
Het boek De Hamster in je Brein werd voor het eerst uitgegeven in mei 2020 door Bertram + de Leeuw Uitgevers en Lannoo (uitgeverij). Sindsdien zijn er meerdere herdrukken verschenen:
- Eerste druk: mei 2020
- Tweede druk: juni 2020
- Derde druk: juli 2020
- Vierde druk: juni 2022
- Vijfde druk: januari 2024

## Receptie en impact
Het boek heeft aandacht gekregen binnen zowel de medische als de populaire gezondheidswereld. Door de wetenschappelijke onderbouwing en de toegankelijke schrijfstijl wordt het vaak aanbevolen als een realistisch en haalbaar alternatief voor traditionele diëten.

## Vertalingen
Het boek De Hamster in je Brein is vertaald naar het Duits (Der Hamster in Kopf) en Frans (La Logique du Hamster).

## Hamstermaatschappij
Eind 2024 hebben Maarten Biezeveld en Felix Kreier een tweede boek gepubliceerd: De Hamstermaatschappij. Dit boek is gefocust op de huidige samenleving en legt uit waarom ons hamsterbrein het ons enorm lastig maakt om voedselverleidingen te weerstaan. Het legt uit waarom maatschappelijke preventie hierbij kan helpen. Het boek is gepresenteerd in De Balie in Amsterdam. In deze presentatie gaan Maarten Biezeveld en Felix Kreier in gesprek met onder anderen Tim 'S Jongers, directeur van de Wiardi Beckman Stichting en auteur van Armoede uitgelegd aan mensen met geld over de vragen zoals: Hoe komen we tot een samenleving waarin iederéén gezond kan eten? En hoe wijst ons brein ons de weg naar wat wél werkt? Wat is de kortste weg naar een gezondere leefstijl?